# Вільярроя-де-ла-Сьєрра
Вільярроя-де-ла-Сьєрра (ісп. Villarroya de la Sierra) — муніципалітет в Іспанії, у складі автономної спільноти Арагон, у провінції Сарагоса. Населення — 565 осіб (2010).
Муніципалітет розташований на відстані близько 200 км на північний схід від Мадрида, 80 км на захід від Сарагоси.

## Демографія
Динаміка населення (INE ):